# ديبتي باتناغار
ديبتي باتناغار (بالهندية: दीप्ति भटनागर؛ بالإنجليزية: Deepti Bhatnagar) هي عارضة وممثلة هندية، ولدت في 30 سبتمبر 1967 في ميروت في الهند.

## وصلات خارجية
- ديبتي باتناغار على موقع IMDb (الإنجليزية)
- ديبتي باتناغار على موقع قاعدة بيانات الفيلم (الإنجليزية)